# 中非国家元首列表
这是中非共和国和中非帝国历任国家元首的完整列表。自1960年8月13日由法国殖民地独立以来，中非共和国及中非帝国的历史上共产生了7位国家元首。此列表不仅列出了那些被选为中非共和国总统的人，也列出了中非历史上其他未经过选举的事实上的国家元首。让-贝德尔·博卡萨先自称总统，又自称皇帝，是中非事实上的国家元首，而戴维·达科（1979年－1981年为事实上的国家元首）、安德烈·科林巴、安热-费利克斯·帕塔塞和弗朗索瓦·博齐泽也在各自任期内被选举为总统。
经过与阿贝尔·贡巴的短暂的权力斗争，戴维·达科于1959年控制了整个国家。中非独立后，达科最初担任临时政府主席，后又被选为首任总统，直到1966年的元旦被他的表兄、陆军参谋长博卡萨发动的政变推翻。博卡萨当了10年总统后，把共和国变为君主制的帝国，自立为帝，称博卡萨一世。博卡萨一世仅在位不到三年就被法国策划的一场政变废黜，共和国被恢复，前总统达科第二次上台执政。经过两年的一党统治，达科总统再次被一场不流血的政变推翻，这次政变的发动者科林巴和前一位发动者博卡萨一样是陆军参谋长。科林巴在国内实行了五年军事独裁统治后，自称中非共和国总统和国家元首。在国内外民主化呼声高涨的压力下，科林巴创建了一个政党（中非民主联盟）并推动举行了一场公民投票，他被正式选为总统，任期六年，直到1993年在第二次大选中被前中非帝国首相帕塔塞击败。帕塔塞担任了将近10年总统，但仍未逃脱被军事政变推翻的命运，推翻他的博齐泽仍然是担任陆军参谋长的军人。博齐泽担任总统10年后，于2013年3月24日被反政府武装塞雷卡推翻，塞雷卡领导人米歇尔·乔托迪亚于同日自立为总统。而現任總統為福斯坦-阿尔尚热·图瓦德拉，于2016年3月30日上任。

## 政治立场
注：由于中非的各国家元首都有混合的政治背景，他们任期开始时所在的政党或政治集团列在第一位。

## 列表
| 中非共和国                                  |                       |                     |                    |                                                             | |
| 法語：，桑戈语：                            |                       |                     |                    |                                                             | |
| 国家元首                                    | 肖像                  | 任期开始            | 任期结束           | 政治背景                                                    | 备注 |
| 戴维·达科 过渡时期总统兼政府主席            |                       | 1960年8月14日:32    | 1964年1月5日[A]    | 黑非洲社会进化运动                                          | 达科从1959年5月1日开始担任法兰西共同体内的中非共和国自治政府主席:198直到1960年8月13日宣布中非正式独立。:31               |
| 戴维·达科 总统兼政府主席                    | 1960年12月12日        | 1966年1月1日:28     | 黑非洲社会进化运动 |                                                             | |
| 让-贝德尔· 博卡萨 总统兼政府主席            |                       | 1966年1月1日[B]     | 1976年12月4日      | 军队                                                        | 1976年10月20日博卡萨宣布改宗伊斯兰教，改名萨拉赫丁·艾哈迈德·博卡萨。:34                                                  |
| 让-贝德尔· 博卡萨 总统兼政府主席            | 黑非洲社会进化运动[C] | 1966年1月1日[B]     | 1976年12月4日      |                                                             | 1976年10月20日博卡萨宣布改宗伊斯兰教，改名萨拉赫丁·艾哈迈德·博卡萨。:34                                                  |
| 中非帝国                                    |                       |                     |                    |                                                             | |
| 法語：                                      |                       |                     |                    |                                                             | |
| 皇帝 博卡萨一世                             |                       | 1976年12月4日[D]    | 1979年9月21日:199  | 黑非洲社会进化运动                                          | 博卡萨把国家年度预算的三分之一——大约两千万美元——花在了1977年12月4日举行的他的加冕典礼上。                                |
| 中非共和国                                  |                       |                     |                    |                                                             | |
| 法語：，桑戈语：                            |                       |                     |                    |                                                             | |
| 戴维·达科 总统                              |                       | 1979年9月21日[E]    | 1981年9月1日:39    | 黑非洲社会进化运动                                          | 这是达科第二次担任中非共和国总统。1980年2月，达科创建了中非民主联盟作为国家唯一的政党。:54                               |
| 戴维·达科 总统                              | 中非民主联盟          | 1979年9月21日[E]    | 1981年9月1日:39    |                                                             | 这是达科第二次担任中非共和国总统。1980年2月，达科创建了中非民主联盟作为国家唯一的政党。:54                               |
| 安德烈·科林巴 国家复兴军事委员会主席        |                       | 1981年9月1日[F]     | 1985年12月21日[G]  | 军队                                                        | 前中非帝国首相安热-费利克斯·帕塔塞联合弗朗索瓦·博齐泽于1982年3月3日发动了一场旨在推翻科林巴政府的政变，但没有成功。:1955 |
| 安德烈·科林巴 总统和国家元首                | 1985年12月21日        | 1986年11月21日      | 军队               | 科林巴于1986年5月创建了中非民主大會作为国家唯一的政党。:113 | |
| 安德烈·科林巴 总统和国家元首                | 1985年12月21日        | 1986年11月21日      | 中非民主大會       | 科林巴于1986年5月创建了中非民主大會作为国家唯一的政党。:113 | |
| 安德烈·科林巴 总统                          | 1986年11月21日[H]     | 1993年10月22日      | 中非民主大會       |                                                             | |
| 安热-费利克斯·帕塔塞 总统                   |                       | 1993年10月22日[I]   | 2003年3月15日      | 中非人民解放运动                                            | 博齐泽于2001年5月28日发动了一场旨在推翻帕塔塞政府的政变，但没有成功。                                                    |
| 弗朗索瓦·博齐泽 总统                        |                       | 2003年3月15日[J]:73 | 2013年3月24日      | 军人                                                        | 博齐泽掌权后不久任命阿贝尔·贡巴为总理。贡巴于1959年担任自治政府代总理，同年被达科免职。                                  |
| 弗朗索瓦·博齐泽 总统                        | 无党派                | 2003年3月15日[J]:73 | 2013年3月24日      |                                                             | 博齐泽掌权后不久任命阿贝尔·贡巴为总理。贡巴于1959年担任自治政府代总理，同年被达科免职。                                  |
| 米歇尔·乔托迪亚 (1949–) 临时总统            |                       | 2013年3月24日[K]    | 2013年8月18日      | 军人                                                        | 乔托迪亚是2012年至今的中非共和国冲突中塞雷卡反政府武装的领导人。                                                         |
| 米歇尔·乔托迪亚 总统                        | 2013年8月18日         | 2014年1月10日       |                    | 军人                                                        | 乔托迪亚是2012年至今的中非共和国冲突中塞雷卡反政府武装的领导人。                                                         |
| 亚历山大-斐迪南·恩根代 (1972–) 临时总统     |                       | 2014年1月10日       | 2014年1月23日      | 争取共和联盟(RPR)                                           | 全国过渡委员会（临时议会）主席，在乔托迪亚辞职后代理国家元首                                                             |
| 卡特琳娜·桑巴-潘扎 (1954–) 过渡时期国家元首 |                       | 2014年1月23日       | 2016年3月30日      | 无党籍                                                      | 中非首位女总统 |
| 福斯坦-阿尔尚热·图瓦德拉 (1956–)            |                       | 2016年3月30日       | 現任               | 无党籍                                                      | 曾在2008年至2013年出任中非共和国总理                                                                                     |

### 引用
1. 1 2 3 4 5 6 7 8 9 10 11 12 13 14 15 16 17  Pierre Kalck. . New York: Scarescow Press. 2005. ISBN 0-465-00071-1.
2. 1 2  Titley, Brian. . Montreal: McGill-Queen's University Press. 1997. ISBN 0-7735-1602-6. OCLC 36340842.
3. ↑  Carlson, Peter, , The Washington Post, 19 May 2007  [2008-06-08], （原始内容存档于2021-02-13）
4. ↑  , Directorate of Intelligence, 2002  [2012-09-30], ISBN 0-16-067601-0, （原始内容存档于2008-06-18）
5. ↑  , IRIN, 28 May 2001  [2008-06-08], （原始内容存档于2012-02-22）
6. ↑  , IRIN, 24 March 2003  [2008-06-08], （原始内容存档于2012-02-22）
7. ↑  . theguardian.com. 2014-01-23  [2014-01-26]. （原始内容存档于2014-01-24）.
8. ↑  Marsden 1988，第810頁
9. ↑  Appiah & Gates 1999，第399頁
10. ↑  , IRIN, 17 March 2003  [2008-06-08], （原始内容存档于2012-02-26）
11. ↑  . Radio France International. 2013-03-24  [2013-03-24]. （原始内容存档于2013-03-24） （法语）.